# Norlina
Norlina es un pueblo ubicado en el condado de Warren, en el estado estadounidense de Carolina del Norte. La localidad, en el año 2000, tenía una población de 1107 habitantes en una superficie de 2,9 km², con una densidad de 380,7 personas por km².

## Geografía
Norlina se encuentra ubicado en las coordenadas 36°26′41″N 78°11′39″O / 36.44472, -78.19417. Según la Oficina del Censo, la localidad tiene un área total de 2,9 km² (1,1 mi²), toda ella tierra firme.

### Localidades adyacentes
El siguiente diagrama muestra las localidades en un radio de 24 kilómetros (14,9 mi) de Norlina.

## Demografía
En el 2000 la renta per cápita promedia del hogar era de $25.300, y el ingreso promedio para una familia era de $28.125. El ingreso per cápita para la localidad era de $12.355. En 2000 los hombres tenían un ingreso per cápita de $23.182 contra $21.354 para las mujeres. Alrededor del 18.80% de la población estaba bajo el umbral de pobreza nacional.